# Hounslow West
Hounslow West est une zone anglaise située à l'ouest de Londres, dans le borough londonien de Hounslow.